# 安宁镇 (金川县)
安宁镇，是中华人民共和国四川省阿坝藏族羌族自治州金川县下辖的一个乡镇级行政单位。

## 行政区划
安宁镇下辖以下地区：
安宁村、末末扎村、八角碉村、碳厂沟村和牧场村。